# Evdokija (film)
Evdokija (Евдокия) è un film del 1961 diretto da Tat'jana Lioznova.